# Rete tranviaria di Saint-Étienne
La rete tranviaria di Saint-Étienne è la rete tranviaria che serve la città francese di Saint-Étienne. È composta da tre linee.